# 180秒で君の耳を幸せにできるか?
『180秒で君の耳を幸せにできるか？』（ひゃくはちじゅうびょうできみのみみをしあわせにできるか）は、INDIVISIONとエカチエピルカの共同制作によるASMRをテーマとしたテレビアニメ作品。2021年10月15日から12月31日まで、毎週金曜1時（木曜深夜）より放送された。5分枠放送。
「あなた」を主人公としたショートアニメ作品。また、ASMRの入門として、耳かきのASMRが体験可能な音声作品が2021年9月9日よりDLsiteにて順次販売。

## あらすじ
女子高生のゲッコーちゃんこと澤家月光は、ASMRの世界に入ろうと、ついにダミーヘッドマイクを買った。全てが疎遠になった、幼馴染である「あなた」がASMRに夢中になり抜け出せなくなることを知られたことからである。少し緊張しつつも、ダミーヘッドマイクに話しかける月光。恐る恐るダミヘの耳へ、耳かきを入れる。また、月光と仲良しになりたい鏡秋水も、ダミーヘッドマイクを入手しており、ASMRの研究を始めた。月光のダミーヘッドマイクを見つけた姉の澤家陽光、そして母の澤家雨読、月光から兄を取り返そうとする「あなた」の妹のナナコ、カナコ。ASMRに出会った7人による、刺激的な体験の日常が始まろうとする。

## 登場人物
澤家 月光（さわけ あかり）
声 - 三上枝織
「あなた」の幼馴染である女子高校生。通称は「ゲッコーちゃん」。
幼少期はお泊まりをするほど仲が良かったが、高校生になった後は疎遠になる。
「あなた」がASMRに夢中になっていることを知ったことから、ダミーヘッドマイクを買いASMRの研究を始めようとする。
鏡 秋水（かがみ しゅうすい）
声 - 三森すずこ
月光のクラスメイト。通称は「アキミズちゃん」。
友達を作ることを少し苦手としている。そのため、友達を作るための指南本を読んでは日々研究する努力家。
ASMRをきっかけに、月光ともっと仲良しになりたいと思うところがある。
澤家 陽光（さわけ ひかり）
声 - 和氣あず未
月光の姉であるOL。通称は「ヨーコーちゃん」。
ワンルームで一人暮らしで生活を送っている。よく休日は実家へ帰る。
一日の終わりにコーヒーミルで挽いた、豆で淹れるコーヒーを飲むことを癒す時間としている。
澤家 雨読（さわけ うどく）
声 - 伊藤かな恵
月光と陽光の母。
2人が成長したため、母性の行くべき場所を持て余す一人。性格は可愛らしく、おっとりとしている。
ナナコ、カナコ
声 - 芹澤優（ナナコ）、古賀葵（カナコ）
「あなた」の双子の妹たち。極度のブラコンを自覚しており、最近では兄に急接近してきた月光の存在を知ったことで、ダミーヘッドマイクで兄を取り返す作戦をしている。
二郎（じろう）
声 - 速水奨
秋水の父。
1990年代から2000年まで、渋谷でバーテンダーを務めていたものの、あまり酒が得意ではない一面がある。
気だるげな性格の一匹狼だが、可愛らしい一面も見られる。

## スタッフ
- 企画・原作 - RaRo
- 監督・絵コンテ - 葛西良信[2]
- シリーズ構成・脚本 - 逢縁奇演
- キャラクター原案 - cura
- キャラクターデザイン - 野口孝行[2]
- 美術監督 - 川嶋みゆき
- 色彩設計 - 会沢可奈
- 撮影監督 - 柳靖孝
- 編集 - 柳圭介
- 音響監督 - 小泉紀介
- 音楽 - 中橋孝晃
- 音楽制作 - jeux d'eau
- プロデューサー - 綺咲慶亮
- アニメーションプロデューサー - 松橋厚至、常光将史
- アニメーション制作 - INDIVISION[2]、エカチエピルカ[2]
- 製作 - 180秒で君の耳を幸せにできるか製作委員会

## 主題歌
「Chuchoter」
Ayumi.によるエンディング主題歌。作詞はjoru from STRIKERS、作曲は西坂恭平 from STRIKERSとAyumi.、編曲はjoru from STRIKERSと西坂恭平 from STRIKERS。

## 各話リスト
| 話数   | サブタイトル              | 演出              | 作画監督          | 総作画監督 | 初放送日        |
| ------ | ------------------------- | ----------------- | ----------------- | ---------- | --------------- |
| 第1話  | 3分間で竹製耳かき         | 葛西良信          | 柴田篤史 小岩井文 | 野口孝行   | 2021年 10月15日 |
| 第2話  | 3分間でチタン製耳かき     | 葛西良信          | 柴田篤史 BigOwl   | 野口孝行   | 10月22日        |
| 第3話  | 3分間で 風鈴と蝉 氷の音   | 葛西良信          | 柴田篤史 BigOwl   | 野口孝行   | 10月29日        |
| 第4話  | 3分間で炭酸水             | 葛西良信          | BigOwl            | 野口孝行   | 11月5日         |
| 第5話  | 3分間で赤ちゃん綿棒       | 葛西良信          | 柴田篤史 BigOwl   | 野口孝行   | 11月12日        |
| 第6話  | 3分間でクリーム           | 葛西良信          | BigOwl            | 野口孝行   | 11月19日        |
| 第7話  | 3分間でスクイーズ         | 内堀雅人 葛西良信 | BigOwl            | 野口孝行   | 11月26日        |
| 第8話  | 3分間でハードボイルド     | 内堀雅人 葛西良信 | BigOwl            | 野口孝行   | 12月3日         |
| 第9話  | 3分間でOLの生活音         | 内堀雅人 葛西良信 | BigOwl            | -          | 12月10日        |
| 第10話 | 3分間で赤ちゃんになろう   | 内堀雅人          | BigOwl            | -          | 12月17日        |
| 第11話 | 3分間で電動耳かき         | 内堀雅人 葛西良信 | BigOwl            | -          | 12月24日        |
| 第12話 | 3分間で最終回だし全員集合 | 内堀雅人          | BigOwl            | 野口孝行   | 12月31日        |

## Webラジオ
特番となる『速水奨 聖なる夜の「君みみ」ラジオ』が2021年12月24日に音泉にて配信。パーソナリティは二郎役の速水奨。

## 音声作品
シナリオはいずれも逢縁奇演。
| 巻 | 発売日         | タイトル                                                | キャラクター                                                                                                  |
| -- | -------------- | ------------------------------------------------------- | --- |
| 1  | 2021年9月9日   | ゲッコーちゃんの耳かきすぺしゃる                        | 澤家月光（声 - 三上枝織）                                                                                     |
| 2  | 2021年9月16日  | アキミズちゃんのはじめて耳かき♪                         | 鏡秋水（声 - 三森すずこ）                                                                                     |
| 3  | 2021年9月23日  | ヨーコーちゃんのひんやりASMRと耳かき♪                   | 澤家陽光（声 - 和氣あず未）                                                                                   |
| 4  | 2021年9月30日  | 禁断の赤ちゃん甘やかし耳かきフルコース♪                 | 澤家雨読（声 - 伊藤かな恵）                                                                                   |
| 5  | 2021年10月15日 | ボッチな2人で炭酸耳かきスペシャル！                     | 澤家月光（声 - 三上枝織）、鏡秋水（声 - 三森すずこ）                                                          |
| 6  | 2021年11月5日  | 双子ちゃんは左右を同時に癒せるか？                      | ナナコ（声 - 芹澤優）、カナコ（声 - 古賀葵）                                                                  |
| 7  | 2021年11月26日 | アキミズちゃんのふんわかクリーム耳マッサージフルコース♪ | 鏡秋水（声 - 三森すずこ）                                                                                     |
| 8  | 2021年12月3日  | with you 交わり合う時間                                 | 二郎（声 - 速水奨）                                                                                           |
| 9  | 2021年12月10日 | 看護師お姉さんの生活音に癒やされて♪                     | 澤家陽光（声 - 和氣あず未）                                                                                   |
| 10 | 2021年12月17日 | 母娘にバブバブ甘えながらW耳かき！                       | 澤家陽光（声 - 和氣あず未）、澤家雨読（声 - 伊藤かな恵）                                                      |
| 11 | 2021年12月24日 | 幼馴染は告白耳かきしたいっ                              | 澤家月光（声 - 三上枝織）                                                                                     |
| 12 | 2021年12月31日 | 耳かきハーレムであまあまちゅっちゅご奉仕                | 澤家月光（声 - 三上枝織）、鏡秋水（声 - 三森すずこ） 澤家陽光（声 - 和氣あず未）、澤家雨読（声 - 伊藤かな恵） |